# 浴びせ倒し
浴びせ倒し（あびせたおし）とは、
- 相撲の決まり手の一つ。本項で詳述する。
- 林業において、かかり木が発生した場合に、他の立木を伐倒し、かかり木に激突されることにより、かかり木を外す処置のこと[1]。労働災害が多く発生していることから、2019年（令和元年）8月の改正法施行により禁止されることとなった。

浴びせ倒し（あびせたおし）は相撲の決まり手の一つである。四つに組んだ体勢で、自分の体重を相手にかけ、のしかかるように倒す技。吊りが失敗して自身が土俵に倒れた場合、相手はこの決まり手を採用される。寄り倒しと浴びせ倒しはそれぞれ区別をつけづらい技であるが、目安として倒して土俵外に出せば寄り倒し、土俵内で倒せば浴びせ倒しとなる。土俵内で倒しても強引に倒したと言えるほどの勢いがなければ寄り倒しを宣告される場合がある。英語では"Backward force down"と呼ぶ。
1969年7月場所千秋楽の優勝決定戦で、大関清國が前頭5枚目藤ノ川をこの技で下し、この場所新大関での初優勝を決めた。
柔道では浴びせ倒しは講道館ルールでは技とはみなされないので一本は取れない。IJFルールでは相手を制していないとし、投げのスコアは取れない。

## 靠れ込み
現在公式の決まり手の名称としては採用されていないが、現在公式の決まり手の浴びせ倒しに含まれるもののうち、不安定な恰好ながら相手に体を預け、もたれかかって倒した場合には、古くは「靠れ込み（もたれこみ）」として区別され、本来の浴びせ倒しは、寄りを堪えようとした相手が反り身になったとき、のしかかって上から覆いかぶさって倒すことをいった。
公式決まり手制定以前、「靠れ込み」として報道・記録された取組は多数存在するので、ここでは三役以上の力士が「靠れ込み」白星を記録した取組のみを例示する。
- 昭和3年10月場所4日目　○玉錦－朝光×　(当時玉錦は関脇)
- 昭和17年5月場所12日目　○笠置山－小松山×　(当時笠置山は関脇)